# Chilotherium
A Chilotherium az emlősök (Mammalia) osztályának páratlanujjú patások (Perissodactyla) rendjébe, ezen belül az orrszarvúfélék (Rhinocerotidae) családjába tartozó fosszilis nem.

## Tudnivalók
A Chilotherium Európában és Ázsiában élt, a középső miocén korszaktól a középső pliocén korszakig, vagyis 13,7-3,4 millió évvel ezelőtt. Körülbelül 10,3 millió évig maradt fent.
Fajtól függően a marmagasságuk 150-180 centiméteres és testtömegük 1-2,5 tonnás volt. Az orrszarvúakra jellemző tülkeik nem voltak, azonban az elefántfélékre emlékeztető agyarakkal rendelkeztek. A rövid lábaik három ujjban végződtek. A Chilotheriumok a legelő, azaz a fűevő orrszarvúak közé tartoztak. Az óriás méretű, hiénaszerű Dinocrocuta bizonyított ragadozója volt ennek az orrszarvúnak.

## Rendszertani besorolása
A Chilotheriumnak Ringström adta a nevét, 1924-ben. 1988-ban Carroll az orrszarvúfélék családjába helyezte a nemet. 2005-ben Antoine és Saraç az Aceratheriini nemzetségbe sorolták, de ugyanabban az évben Deng áthelyezte a Chilotheriini nemzetségbe.

## Rendszerezés
A nembe az alábbi 10 faj tartozik (korábban több taxon tartozott ide, azonban sokuk át lett helyezve más nemekbe):
- Chilotherium anderssoni Ringström, 1924
- Chilotherium habereri (Schlosser, 1903)
- Chilotherium kiliasi (Geraads & Koufos, 1990)
- Chilotherium kowalevskii (Pavlow, 1913)
- Chilotherium licenti Sun, Li & Deng, 2018
- Chilotherium persiae (Pohlig, 1885)
- Chilotherium samium (Weber, 1905)
- Chilotherium schlosseri (Weber, 1905)
- Chilotherium wimani Ringström, 1924
- Chilotherium xizangensis Ji et al., 1980

## Képek

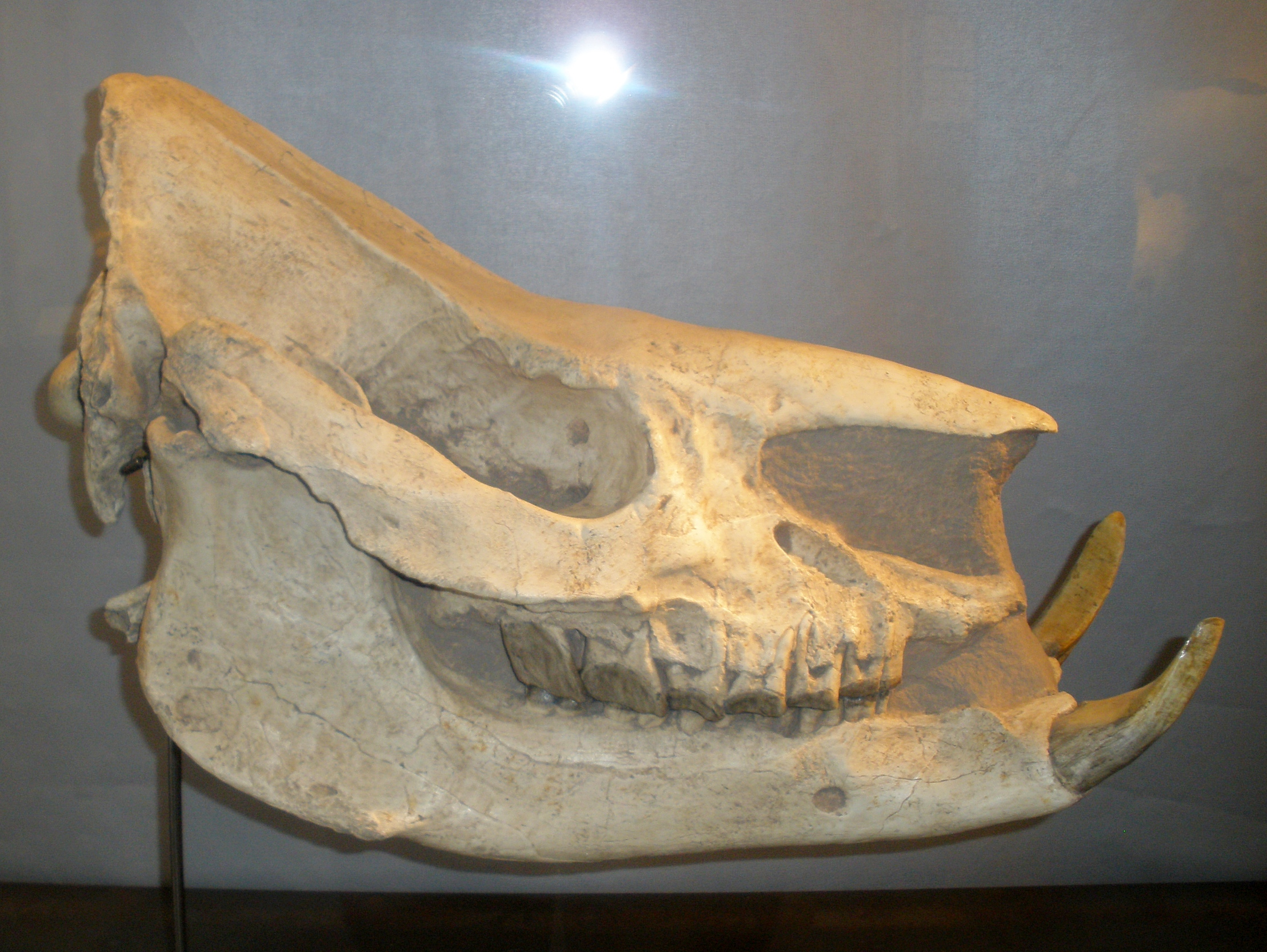
Koponyája oldalról
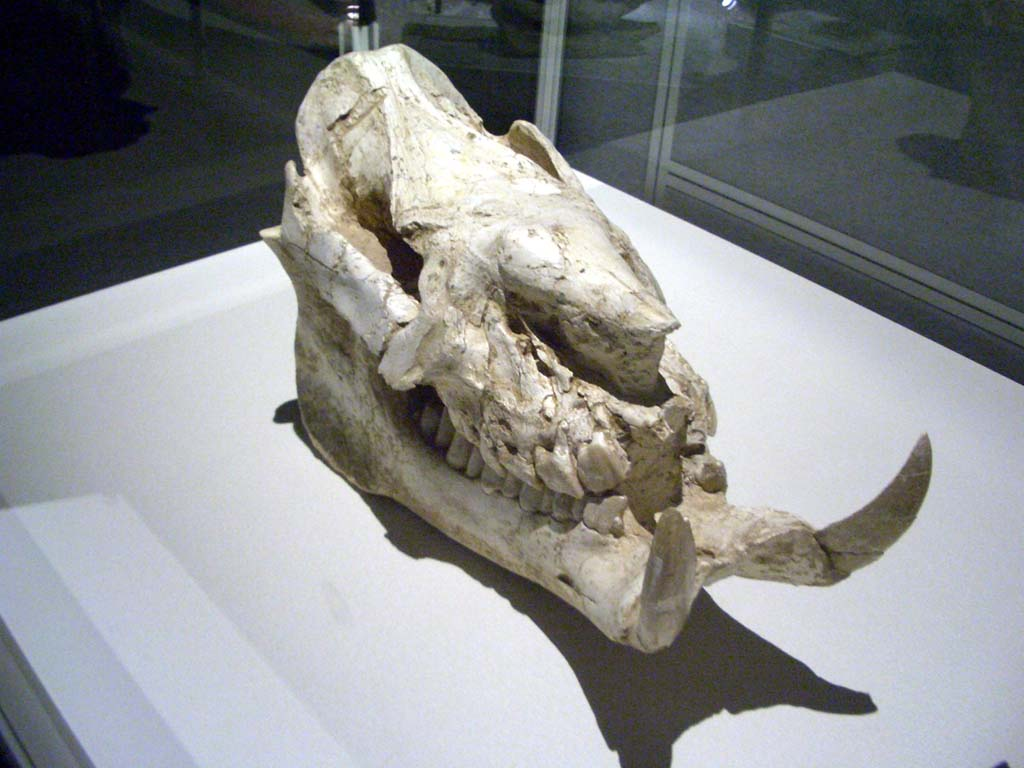
Chilotherium koponya

### Fordítás
- Ez a szócikk részben vagy egészben  a   Chilotherium című angol Wikipédia-szócikk ezen változatának fordításán alapul.  Az eredeti cikk szerkesztőit annak laptörténete sorolja fel. Ez a jelzés csupán a megfogalmazás eredetét és a szerzői jogokat jelzi, nem szolgál a cikkben szereplő információk forrásmegjelöléseként.